# 磪有情
磪有情（：／ Choi Yoo Jung，1999年11月12日—），曾譯作崔有情、崔宥晶、崔佑貞。韩国女歌手，2016年參與企劃女團選拔節目《PRODUCE 101》取得第三名，以限定組合I.O.I成员身份出道。現為Fantagio娛樂旗下女團Weki Meki成員，隊內擔任主領舞、主Rapper、領唱。
韓國音樂著作權協會登記編號為10012387。

## 經歷

### 出道前
磪有情出生於韓國京畿道九里市，為家中獨生女。從小已展現其表演天份，2010年曾於兒童節目《Tok! Tok! BONI HANI》上，表演少女時代〈Oh!〉。於12歲時加入Fantagio娛樂，出道前渡過了近五年的練習生生活。
2015年，代表Fantagio娛樂參加Mnet製作的韓國首個「經紀公司大型企劃女團」生存實境節目《PRODUCE 101》。12月17日，於Mnet音樂節目《M! Countdown》，與近百位練習生們公開節目主題曲〈PICK ME （页面存档备份，存于）〉表演舞台，並因為在龐大陣容中擔任中心位置引起了關注。
2016年1月22日，《PRODUCE 101》首播，有情初評價時表現失準被評為「D」級，其後在〈PICK ME〉評價時被改評為「A」級。在舞蹈位置之評價，與請夏、度延、昭彌等練習生共同表演〈BANG BANG （页面存档备份，存于）〉，表現大受好評，獲現場投票選為組內第一名。表演片段至2019年錄得超過三千萬次播放。4月1日，以直播投票第三名的成績，入選成為YMC娛樂旗下期間限定女子組合I.O.I成員。

### I.O.I活動生涯
2016年5月4日，I.O.I發行出道首張迷你專輯《Chrysalis》，主打歌為〈Dream Girls （页面存档备份，存于）〉。8月9日，I.O.I七人小分隊發行單曲專輯《Whatta Man》，〈Whatta Man (Good man) （页面存档备份，存于）〉音源公開。8月16日，I.O.I小分隊於《THE SHOW》上獲得一位，為有情女團生涯首個音樂節目冠軍。10月17日，發行第二張迷你專輯《Miss Me?》，主打歌為〈Very Very Very （页面存档备份，存于）〉，這是I.O.I最後一次完全體回歸。
2017年1月17日，發行告別單曲〈DOWNPOUR （页面存档备份，存于）〉。1月20日至22日，在出道登台的地點首爾獎忠體育館舉辦「Time Slip」I.O.I告別演唱會。1月29日，I.O.I活動期結束，組合解散。

### Weki Meki活動生涯
2017年8月8日，Weki Meki推出首張迷你專輯《WEME》，並以主打歌曲〈I Don't Like Your Girlfriend （页面存档备份，存于）〉正式出道。
2018年2月21日，發行迷你2輯《Lucky》，主打歌曲為〈La La La （页面存档备份，存于）〉。6月1日，與Weki Meki成員度延和宇宙少女成員雪娥、Luda組成企劃組合宇宙Meki，發行出道單曲〈STRONG （页面存档备份，存于）〉。10月11日，發行首張單曲專輯《KISS, KICKS》，以主打歌曲〈Crush （页面存档备份，存于）〉回歸。
2019年5月14日，發行單曲2輯《LOCK END LOL》，主打歌曲為〈Picky Picky （页面存档备份，存于）〉。8月8日，發行單曲2輯改版專輯《WEEK END LOL》，以主打歌曲〈Tiki-Taka(99%) （页面存档备份，存于）〉回歸。10月17日，Fantagio娛樂宣布有情因為健康問題需要休息一段時間，Weki Meki短期內以七人形式活動。
2020年2月20日，八人完整體Weki Meki發行數位單曲《Dazzle Dazzle》，以同名主打歌曲〈Dazzle Dazzle （页面存档备份，存于）〉回歸。

### 個人演藝活動
2015年，曾於Fantagio娛樂旗下男團ASTRO主演的網絡漫畫連續劇《To Be Continued》內，與其他練習生一同客串參演。
2016年，在《PRODUCE 101》節目透露研究過2NE1《Can't Nobody》表演時的表情，表演時兼顧臉部豐富表情成為其個人特色。年中，為了兼顧演藝事業，自家鄉九里女子高等學校與度延一同轉學到首爾公演藝術高中，有情入讀實用舞蹈科一年級。9月28日，獲請夏邀請參與Mnet舞蹈競技綜藝節目《Hit The Stage》，於最後一集〈Final〉共同表演 （页面存档备份，存于）。
12月15日起，與趙權、兪世潤、沈亨倬共同主持Mnet全新音樂節目《黃金鈴鼓》。節目形式為主持人們與來賓展開卡拉OK對決，互相爭奪黃金鈴鼓。四人亦參與了節目主題曲〈T4-흥망성쇠（跌宕起伏） （页面存档备份，存于）〉的錄音和音樂錄影帶拍攝。
2017年1月2日，有情和度延正式與經紀公司Fantagio娛樂簽訂專屬合同。2月14日，Fantagio娛樂安排有情與度延前往美国遊学九天，向Lauren Giraldo、Francis、Jose Lopez等音樂製作人學習，訓練她們的歌唱、舞蹈能力，拓寬她們作為藝人的知識。
同年，在韓國最大漫畫平台COMICA（코미카）進行的「和漫畫女主角最像的女藝人」調查，於50名入選者中勝出，被選為COMICA廣告代言人，並推出以有情為女主角的漫畫《두근두근! 스테이지（撲通撲通!舞台）》。7月7日，作為演員出道，與Fantagio娛樂旗下藝人合作主演網絡劇《偶像權限代理》，飾演於居民中心工作的實習生。
12月10日，參加MBC綜藝節目《神秘音樂秀：蒙面歌王》，表演了2NE1的〈Ugly （页面存档备份，存于）〉和G-Dragon的〈Who You? （页面存档备份，存于）〉。後者一個月內於韓國錄得過百萬播放量，成為該節目全年播放次數最多的表演片段之一。
2018年，與度延成為韓國最大商業銀行國民銀行的代言人，並於8月4日一同擔任國民銀行主辦的《KB Liiv演唱會》主持人
。8月17日起，與EXID哈妮一同參與JTBC綜藝節目《秘密姐姐》，一起生活並分享二人出道以來的經歷。
2019年2月27日至7月19日，與朴娜勑、韓惠珍、美珠（Lovelyz）共同主持JTBC綜藝節目《My Mad Beauty 3》。節目主軸為新美妝潮流的分享與討論。
5月19日至6月9日，和文素利、張東尹、雨琦 ((G)I-DLE)、Yves (本月少女)、秀斌 (宇宙少女)、陸重烷等人共同主持MBC全新綜藝節目《丫頭們》。 節目主軸為人生有許多歷練卻不太了解韓文的五位奶奶們，與大致精通韓文且對於人生正充滿好奇的20歲藝人們的一同學習韓文。
2020年4月26日，於SBS長壽綜藝節目《Running man》500期特輯中，與請夏、初瓏、普美（Apink）、美珠（Lovelyz）擔任嘉賓。
5月19日，主演改篇自漫畫的tvN網絡劇《Cast：Insider全盛時代》，是講述二十多歲男女青春生活的浪漫情景劇。有情飾演女主角林有京，是一名於遊樂園打工並希望成為Insider的平凡女大學生。
2022年9月14日，以首張單曲專輯《Sunflower》Solo出道。

## 音樂作品

### 單曲專輯
| #   | 專輯資料 | 曲目                                        |
| --- | --- | ------------------------------------------- |
| 1st | 《Sunflower》 - 發行日期：2022年9月14日 - 規格：數位音樂下載、CD - 語言：韓語 - 音樂類型：K-POP - 專輯銷售量: 8,942 | 1. Sunflower (P.E.L) 2. Tip Tip Toes 3. OWL |

### 合輯或單曲
| 發布日期       | 專輯名稱                              | 歌曲名稱                                                             | 合作歌手              |
| 2015年12月17日 | 《PRODUCE 101 - PICK ME》             | 〈PICK ME （页面存档备份，存于）〉                                   | PRODUCE 101           |
| 2016年3月19日  | 《PRODUCE 101 - 35 Girls 5 Concepts》 | 〈Yum-Yum (얌얌) （页面存档备份，存于）〉                            | 7 GO UP (마카롱 꿀떡) |
| 2016年8月29日  | 《Flower, Wind and You》              | 〈Flower, Wind and You (꽃, 바람 그리고 너) （页面存档备份，存于）〉 | 喜賢、請夏、昭彌      |
| 2017年1月26日  | 《黃金鈴鼓》                          | 〈T4-흥망성쇠（跌宕起伏） （页面存档备份，存于）〉                   | 趙權、俞世潤、沈亨倬  |

### 音樂創作
| 年份 | 歌曲名稱      | 歌手      | 參與部分 | 參與部分 | 參與部分 | 備註                                       |
| 年份 | 歌曲名稱      | 歌手      | 填詞     | 作曲     | Rap      | 備註                                       |
| 2016 | I.O.I (Intro) | I.O.I     |          |          |          | 與娜榮共同作詞                             |
| 2016 | Dream Girls   | I.O.I     |          |          |          | 與娜榮、Famousbro共同作詞                  |
| 2016 | 按我說的做吧  | I.O.I     |          |          |          | 與娜榮、Rhymer共同作詞                     |
| 2017 | 선 (線)       | I.O.I     |          |          |          | 與娜榮、潔瓊共同作詞 Time Slip演唱會表演曲 |
| 2017 | Stay with me  | Weki Meki |          |          |          |                                            |
| 2017 | 너란 사람     | Weki Meki |          |          |          |                                            |

### 參演音樂影片
| 年份 | 發佈日期 | 歌曲名稱                          | 歌手  | 備註 |
| 2016 | 7月1日   | Breathless （页面存档备份，存于） | ASTRO |      |

## 影視廣播作品

### 電視劇
| 年份 | 電視臺                    | 劇名                      | 角色          | 性質 |
| 2015 | Naver TVcast & MBC every1 | 《To Be Continued》       | 有情          | 客串 |
| 2017 | Naver TVcast & V Live     | 《偶像權限代理》          | 有情          | 主角 |
| 2019 | JTBC                      | 《浪漫的體質》            | Weki Meki成員 | 客串 |
| 2020 | tvND                      | 《Cast：Insider全盛時代》 | 林有京        | 主角 |
| 2020 | WeTV                      | 《不要單身要戀愛》        | 奉珠兒        | 主角 |

### 固定綜藝節目
| 年份 | 放送日期          | 電視台   | 節目名稱                   | 備註     |
| 2016 | 1月22日－4月1日   | Mnet     | 《PRODUCE 101》            | 參賽者   |
| 2016 | 12月15日－2月23日 | Mnet     | 《黃金鈴鼓》               | 主持人   |
| 2017 | 12月15日－2月23日 | Mnet     | 《黃金鈴鼓》               | 主持人   |
| 2019 | 2月27日－7月19日  | JTBC4    | 《My Mad Beauty (第三季)》 | 主持人   |
| 2019 | 5月19日－6月9日   | MBC      | 《丫頭們》                 | 固定成員 |
| 2021 | 1月22日－ 月 日   | SBS Plus | 《Trend Record》           | 主持人   |
| 2021 | 8月11日－ 月 日   | IHQ      | 《Spicy Girls》            | 主持人   |

### 專屬綜藝節目
| 年份 | 放送日期        | 頻道                      | 節目名稱                 | 合作成員     | 備註                      |
| 2017 | 3月25日－7月2日 | V LIVE                    | 《放學後的秘密基地》     | i-Teen Girls | Weki Meki出道前的每日直播 |
| 2017 | 4月7日－5月19日 | KCON TV                   | 《DODAEN'S Diary in LA》 | 度延         | 和度延的美國行記錄        |
| 2017 | 9月5日－        | V LIVE、YouTube           | 《KiKiCAM》              | Weki Meki    | 不定期放送                |
| 2018 | 2月1日－4月1日  | Naver TV、V LIVE、YouTube | 《Weki Meki，干嘛呢？》  | Weki Meki    | 每日放送，共60集          |

## 獎項

### 主要音樂節目榜單排名
| 主打歌曲排名成績                                                                                              | 主打歌曲排名成績                                                             | 主打歌曲排名成績     | 主打歌曲排名成績  | 主打歌曲排名成績       | 主打歌曲排名成績 | 主打歌曲排名成績        | 主打歌曲排名成績   | 主打歌曲排名成績 | 主打歌曲排名成績 |
| 專輯 | 歌曲                                                                         | Mnet 《M Countdown》 | KBS2 《音樂銀行》 | MBC 《Show! 音樂中心》 | SBS 《人氣歌謠》 | MBC M 《Show Champion》 | SBS M 《THE SHOW》 | 單曲冠 軍次數    | 備註             |
| 2022年 | 2022年                                                                       | 2022年               | 2022年            | 2022年                 | 2022年           | 2022年                  | 2022年             | 2022年           | 2022年           |
| --- | ---------------------------------------------------------------------------- | -------------------- | ----------------- | ---------------------- | ---------------- | ----------------------- | ------------------ | ---------------- | ---------------- |
| Sunflower | Sunflower (P.E.L)                                                            | 15                   | 7                 | 12                     | /                | /                       | 2                  | 0                | Solo出道         |
| \| - 「/」表示未有相關資料 \| - 「*」：打榜中 - 取得《M! Countdown》及《人氣歌謠》三週一位後，排名自動除外 \| |                                                                              |                      |                   |                        |                  |                         |                    |                  |                  |
| - 「/」表示未有相關資料                                                                                       | - 「*」：打榜中 - 取得《M! Countdown》及《人氣歌謠》三週一位後，排名自動除外 |                      |                   |                        |                  |                         |                    |                  |                  |

| 各台冠軍歌曲獎座統計 | 各台冠軍歌曲獎座統計 | 各台冠軍歌曲獎座統計 | 各台冠軍歌曲獎座統計 | 各台冠軍歌曲獎座統計 | 各台冠軍歌曲獎座統計 |
| Mnet                 | KBS                  | MBC                  | SBS                  | MBC M                | SBS M                |
| -------------------- | -------------------- | -------------------- | -------------------- | -------------------- | -------------------- |
| 0                    | 0                    | 0                    | 0                    | 0                    | 0                    |
| 一位總數：0          |                      |                      |                      |                      |                      |